# Burmargiolestes melanothorax
Burmargiolestes melanothorax är en trollsländeart som först beskrevs av Selys 1891.  Burmargiolestes melanothorax ingår i släktet Burmargiolestes och familjen Megapodagrionidae. IUCN kategoriserar arten globalt som livskraftig. Inga underarter finns listade i Catalogue of Life.